# Нижарадзе, Любовь Георгиевна
Любовь Георгиевна Нижарадзе (21 августа 1927, с. Местиа, Грузинская ССР, СССР — 1 апреля 2013, там же, Самегрело-Верхняя Сванетия, Грузия) — заместитель главного врача Местийской центральной районной больницы, Грузинская ССР, Герой Социалистического Труда (1978).

## Биография
Родилась 21 августа 1927 года в селе Местиа Грузинской ССР (ныне — посёлок в крае Самегрело-Верхняя Сванетия, Грузия). По национальности грузинка.
Продолжила дело отца-врача, открывшего в своём доме больницу, и поступила в Тбилисский медицинский институт, окончив его в 1951 году. Вернувшись на родину, работала врачом в Местийской областной больнице. В 1953 году вступила в КПСС.
В 1957 году прошла специализацию и стала врачом-инфекционистом, а затем заведующей инфекционным отделением той же больницы. В 1976 году повышена до заместителя главного врача центральной районной больницы Местийского района Грузинской ССР. По итогам восьмой пятилетки (1966—1970) награждена орденом «Знак Почёта».
Указом Президиума Верховного Совета СССР от 23 октября 1978 года «за большие заслуги в развитии народного здравоохранения» удостоена звания Героя Социалистического Труда с вручением ордена Ленина и золотой медали «Серп и Молот».
Избиралась депутатом Верховного Совета Грузинской ССР 3 созывов, Местийского районного Совета народных депутатов.
Жила в пгт Местиа, где скончалась 1 апреля 2013 года, похоронена на местном кладбище.
Награждена орденами Ленина (23.10.1978), «Знак Почёта» (20.07.1971), медалями.
Заслуженный врач Грузинской ССР (1974).